# Broughton (Cambridgeshire)
Broughton è un villaggio e parrocchia civile dell'Inghilterra, appartenente alla contea del Cambridgeshire.